# Шестаковское сельское поселение (Воронежская область)
Шестаковское сельское поселение — муниципальное образование Бобровского района Воронежской области России.
Административный центр — село Шестаково.

## Население
| 2000  | 2005  | 2010  | 2012  | 2013  | 2014  | 2015  | 2016  | 2017  |
| ----- | ----- | ----- | ----- | ----- | ----- | ----- | ----- | ----- |
| 2715  | ↘2378 | ↘1919 | ↘1885 | ↘1852 | ↘1826 | ↘1822 | ↘1821 | ↘1802 |
| 2018  | 2019  | 2020  | 2021  |       |       |       |       |       |
| ↘1773 | ↘1743 | ↘1727 | ↗1748 |       |       |       |       |       |

## Административное деление
Состав поселения:
- село Шестаково,
- хутор Серов.